# Campeonato Mundial Júnior de Patinação Artística no Gelo de 1999
O Campeonato Mundial Júnior de Patinação Artística no Gelo de 1999 foi a vigésima quarta edição do Campeonato Mundial Júnior de Patinação Artística no Gelo, um evento anual de patinação artística no gelo organizado pela União Internacional de Patinação (em inglês:  International Skating Union) onde os patinadores artísticos competem pelo título de campeão mundial júnior. A competição foi disputada entre os dias 21 de novembro e 29 de novembro de 1998, na cidade de Zagreb, Croácia.

## Eventos
- Individual masculino
- Individual feminino
- Duplas
- Dança no gelo

## Medalhistas
| Evento                        | Ouro                                                | Prata                                         | Bronze                                           |
| Individual masculino detalhes | Ilia Klimkin · Rússia                               | Vincent Restencourt · França                  | Yosuke Takeuchi · Japão                          |
| Individual feminino detalhes  | Daria Timoshenko · Rússia                           | Sarah Hughes · Estados Unidos                 | Viktoria Voltchkova · Rússia                     |
| Duplas detalhes               | Yulia Obertas · Dmitri Palamarchuk · Ucrânia        | Laura Handy · Paul Binnebose · Estados Unidos | Victoria Maxiuta · Vladislav Zhovnirsky · Rússia |
| Dança no gelo detalhes        | Jamie Silverstein · Justin Pekarek · Estados Unidos | Federica Faiella · Luciano Milo · Itália      | Natalia Romaniuta · Daniil Barantsev · Rússia    |

## Resultados

### Individual masculino
| Pos.                                                  | Nome                  | Nacionalidade    | Pontos | QA | QB | PC | PL |
| ----------------------------------------------------- | --------------------- | ---------------- | ------ | -- | -- | -- | -- |
| Medalha de ouro                                       | Ilia Klimkin          | Rússia           | 2.6    | 1  |    | 2  | 1  |
| Medalha de prata                                      | Vincent Restencourt   | França           | 3.8    | 3  |    | 1  | 2  |
| Medalha de bronze                                     | Yosuke Takeuchi       | Japão            | 6.2    |    | 2  | 4  | 3  |
| 4                                                     | Matthew Savoie        | Estados Unidos   | 9.2    |    | 1  | 8  | 4  |
| 5                                                     | Vakhtang Murvanidze   | Geórgia          | 9.2    |    | 3  | 5  | 5  |
| 6                                                     | Soshi Tanaka          | Japão            | 10.2   | 6  |    | 3  | 6  |
| 7                                                     | Xiaodong Ma           | China            | 13.2   |    | 4  | 6  | 8  |
| 8                                                     | Fedor Andreev         | Canadá           | 14.4   | 5  |    | 9  | 7  |
| 9                                                     | Xiaoou Hu             | China            | 15.8   | 2  |    | 10 | 9  |
| 10                                                    | Ryan Bradley          | Estados Unidos   | 20.0   |    | 7  | 12 | 10 |
| 11                                                    | Daniel Bellemare      | Canadá           | 20.2   |    | 8  | 10 | 11 |
| 12                                                    | Stanislav Timtchenko  | Rússia           | 20.8   | 4  |    | 7  | 15 |
| 13                                                    | Kyu-Hyun Lee          | Coreia do Sul    | 24.6   |    | 9  | 15 | 12 |
| 14                                                    | Stefan Lindemann      | Alemanha         | 26.4   |    | 5  | 14 | 16 |
| 15                                                    | Lukáš Rakowski        | República Tcheca | 26.6   | 7  |    | 18 | 13 |
| 16                                                    | Parker Pennington     | Estados Unidos   | 26.8   | 8  |    | 16 | 14 |
| 17                                                    | Gregor Urbas          | Eslovênia        | 30.8   | 9  |    | 17 | 17 |
| 18                                                    | Matthew Davies        | Reino Unido      | 32.4   |    | 6  | 20 | 18 |
| 19                                                    | Alexei Vasilevsky     | Rússia           | 32.6   |    | 12 | 13 | 20 |
| 20                                                    | Karel Zelenka         | Itália           | 36.8   | 10 |    | 23 | 19 |
| 21                                                    | Oscar Peter           | Suíça            | 38.0   |    | 11 | 21 | 21 |
| 22                                                    | Alexei Gruber         | Israel           | 39.4   | 15 |    | 19 | 22 |
| 23                                                    | Nayden Boritchev      | Bulgária         | 40.6   | 11 |    | 22 | 23 |
| 24                                                    | Alexandr Smokvin      | Ucrânia          | 43.2   | 12 |    | 24 | 24 |
| 25                                                    | Karlo Požgajčić       | Croácia          | 52.0   | 21 |    | 31 | 25 |
| Não avançaram para a patinação livre / programa longo |                       |                  |        |    |    |    |    |
| 26                                                    | Andrej Kiforenko      | Ucrânia          | —      |    | 10 | 26 |    |
| 27                                                    | Juraj Sviatko         | Eslováquia       | —      |    | 13 | 25 |    |
| 28                                                    | Igor Rolinski         | Bielorrússia     | —      |    | 15 | 27 |    |
| 29                                                    | Clemens Jonas         | Áustria          | —      | 14 |    | 28 |    |
| 30                                                    | Zoltán Tóth           | Hungria          | —      |    | 14 | 29 |    |
| 31                                                    | Bartosz Domański      | Polônia          | —      | 13 |    | 30 |    |
| Não avançaram para o programa curto                   |                       |                  |        |    |    |    |    |
| 32                                                    | Aleksei Saks          | Estônia          | —      | 16 |    |    |    |
| 32                                                    | Yon Garcia            | Espanha          | —      |    | 16 |    |    |
| 34                                                    | Filip Stiller         | Suécia           | —      | 17 |    |    |    |
| 34                                                    | Tomas Srom            | República Tcheca | —      |    | 17 |    |    |
| 36                                                    | Karol Gornal          | Eslováquia       | —      | 18 |    |    |    |
| 36                                                    | Stanimir Todorov      | Bulgária         | —      |    | 18 |    |    |
| 38                                                    | Tayfun Anar           | Turquia          | —      | 19 |    |    |    |
| 38                                                    | Balint Miklos         | Romênia          | —      |    | 19 |    |    |
| 40                                                    | Panagiotis Markouizos | Grécia           | —      | 20 |    |    |    |
| 40                                                    | Daniel Harries        | Austrália        | —      |    | 20 |    |    |
| 42                                                    | Maurizio Medellin     | México           | —      |    | 21 |    |    |

### Individual feminino
| Pos.                                                  | Nome                     | Nacionalidade    | Pontos | QA | QB | PC | PL |
| ----------------------------------------------------- | ------------------------ | ---------------- | ------ | -- | -- | -- | -- |
| Medalha de ouro                                       | Daria Timoshenko         | Rússia           | 2.0    | 1  |    | 1  | 1  |
| Medalha de prata                                      | Sarah Hughes             | Estados Unidos   | 4.2    |    | 1  | 3  | 2  |
| Medalha de bronze                                     | Viktoria Voltchkova      | Rússia           | 6.0    | 2  |    | 2  | 4  |
| 4                                                     | Irina Nikolaeva          | Rússia           | 6.6    |    | 3  | 4  | 3  |
| 5                                                     | Sabina Wojtala           | Polônia          | 11.2   |    | 2  | 9  | 5  |
| 6                                                     | Camie Doyle              | Estados Unidos   | 13.4   | 8  |    | 7  | 6  |
| 7                                                     | Susan Ng                 | Estados Unidos   | 15.2   | 6  |    | 8  | 8  |
| 8                                                     | Caroline Gülke           | Alemanha         | 15.8   | 7  |    | 5  | 10 |
| 9                                                     | Júlia Sebestyén          | Hungria          | 16.0   | 3  |    | 13 | 7  |
| 10                                                    | Sarah Meier              | Suíça            | 17.2   | 4  |    | 6  | 12 |
| 11                                                    | Chisato Shiina           | Japão            | 17.6   | 5  |    | 11 | 9  |
| 12                                                    | Anna Lundstrom           | Suécia           | 24.8   |    | 6  | 14 | 14 |
| 13                                                    | Mikkeline Kierkgaard     | Dinamarca        | 26.6   |    | 9  | 10 | 17 |
| 14                                                    | Elina Kettunen           | Finlândia        | 27.2   |    | 5  | 12 | 18 |
| 15                                                    | Gwenaelle Julien         | França           | 27.8   | 10 |    | 18 | 13 |
| 16                                                    | Kaja Hanevold            | Noruega          | 28.4   | 11 |    | 15 | 15 |
| 17                                                    | Yoshie Onda              | Japão            | 29.2   | 9  |    | 16 | 16 |
| 18                                                    | Annette Dytrtova         | República Tcheca | 29.6   | 12 |    | 23 | 11 |
| 19                                                    | Christel Miro            | França           | 32.0   |    | 7  | 17 | 19 |
| 20                                                    | Marie Laurier            | Canadá           | 37.2   |    | 8  | 20 | 22 |
| 21                                                    | Elisabeth Angerer        | Áustria          | 38.2   |    | 14 | 21 | 20 |
| 22                                                    | Shin Yea-Ji              | Coreia do Sul    | 39.2   |    | 12 | 19 | 23 |
| 23                                                    | Idora Hegel              | Croácia          | 39.8   |    | 11 | 24 | 21 |
| 24                                                    | Tina Svajger             | Eslovênia        | 43.2   | 15 |    | 22 | 24 |
| Não avançaram para a patinação livre / programa longo |                          |                  |        |    |    |    |    |
| 25                                                    | Anna Jurkiewicz          | Polônia          | —      |    | 10 | 28 |    |
| 26                                                    | Selma Duyn               | Países Baixos    | —      |    | 15 | 25 |    |
| 27                                                    | Anna Dimova              | Bulgária         | —      | 14 |    | 26 |    |
| 28                                                    | Ellen Mareels            | Bélgica          | —      |    | 13 | 27 |    |
| 29                                                    | Qingyun Wang             | China            | —      | 13 |    | 29 |    |
| WD                                                    | Katalin Szakall          | Hungria          | —      |    | 4  | WD |    |
| Não avançaram para o programa curto                   |                          |                  |        |    |    |    |    |
| 31                                                    | Shirene Human            | África do Sul    | —      | 16 |    |    |    |
| 31                                                    | Jennifer Holmes          | Reino Unido      | —      |    | 16 |    |    |
| 33                                                    | Jekaterina Golovatenko   | Estônia          | —      | 17 |    |    |    |
| 33                                                    | Valentina Galfrascoli    | Itália           | —      |    | 17 |    |    |
| 35                                                    | Victoria Dzirko          | Bielorrússia     | —      | 18 |    |    |    |
| 35                                                    | Dominyka Valiukeviciute  | Lituânia         | —      |    | 18 |    |    |
| 37                                                    | Olivia Masterton         | Austrália        | —      | 19 |    |    |    |
| 37                                                    | Zuzana Nagyova           | Eslováquia       | —      |    | 19 |    |    |
| 39                                                    | Siliva Marcela Rodriguez | México           | —      | 20 |    |    |    |
| 39                                                    | Ksenija Jastsenjski      | Iugoslávia       | —      |    | 20 |    |    |
| 41                                                    | Roxana Luca              | Romênia          | —      | 21 |    |    |    |
| 41                                                    | Dow-Jane Chi             | Taipé Chinesa    | —      |    | 21 |    |    |
| 43                                                    | Konstantina Livanou      | Grécia           | —      | 22 |    |    |    |
| 43                                                    | Jenifer Tena             | Espanha          | —      |    | 22 |    |    |

### Duplas
| Medalha de ouro                                       | Yulia Obertas / Dmitry Palamarchuk      | Ucrânia          | 1.5  | 1  | 1  |
| Medalha de prata                                      | Laura Handy / Paul Binnebose            | Estados Unidos   | 3.0  | 2  | 2  |
| Medalha de bronze                                     | Victoria Maxiuta / Vladislav Zhovnirsky | Rússia           | 5.5  | 5  | 3  |
| 4                                                     | Tiffany Stiegler / Johnnie Stiegler     | Estados Unidos   | 7.0  | 6  | 4  |
| 5                                                     | Meliza Brozovich / Anton Nimenko        | Rússia           | 7.0  | 4  | 5  |
| 6                                                     | Svetlana Nikolaeva / Alexei Sokolov     | Rússia           | 10.5 | 9  | 6  |
| 7                                                     | Jacinthe Larivière / Lenny Faustino     | Canadá           | 11.5 | 3  | 10 |
| 8                                                     | Qing Pang / Jian Tong                   | China            | 12.0 | 8  | 8  |
| 9                                                     | Evgenia Filonenko / Igor Marchenko      | Ucrânia          | 12.5 | 7  | 9  |
| 10                                                    | Viktorya Shklover / Valdis Mintals      | Estônia          | 13.0 | 12 | 7  |
| 11                                                    | Stefanie Weiss / Matthias Bleyer        | Alemanha         | 18.5 | 13 | 12 |
| 12                                                    | Aljona Savchenko / Stanislav Morozov    | Ucrânia          | 19.5 | 17 | 11 |
| 13                                                    | Diana Riskova / Vladimir Futas          | Eslováquia       | 20.0 | 14 | 13 |
| 14                                                    | Jaisa Macadam / Garrett Lucash          | Estados Unidos   | 20.5 | 11 | 15 |
| 15                                                    | Eve Butchart / Clinton Petersen         | Canadá           | 21.0 | 10 | 16 |
| 16                                                    | Marsha Poluliaschenko / Andrew Seabrook | Reino Unido      | 21.5 | 15 | 14 |
| 17                                                    | Aneta Kowalska / Łukasz Różycki         | Polônia          | 26.0 | 16 | 18 |
| 18                                                    | Bethany Mclean / Adam King              | Austrália        | 26.5 | 19 | 17 |
| 19                                                    | Veronika Ruzkova / Marek Sedelmajer     | República Tcheca | 28.0 | 18 | 19 |
| WD                                                    | Irina Shabanov / Artem Knyazev          | Uzbequistão      | —    | 20 | WD |
| Não avançaram para a patinação livre / programa longo |                                         |                  |      |    |    |
| 21                                                    | Elisa Carenini / Ruben De' PRA          | Itália           | —    | 21 |    |
| 22                                                    | Tatjana Zaharjeva / Jurijs Salmanov     | Letônia          | —    | 22 |    |
| 23                                                    | Anna Dimova / Hristo Tourlakov          | Bulgária         | —    | 23 |    |

### Dança no gelo
| Pos.                             | Nome                                     | Nacionalidade        | Pontos | DC1 | DC2 | DO | DL |
| -------------------------------- | ---------------------------------------- | -------------------- | ------ | --- | --- | -- | -- |
| Medalha de ouro                  | Jamie Silverstein / Justin Pekarek       | Estados Unidos       | 2.8    | 3   | 3   | 1  | 1  |
| Medalha de prata                 | Federica Faiella / Luciano Milo          | Itália               | 3.8    | 1   | 2   | 2  | 2  |
| Medalha de bronze                | Natalia Romaniuta / Danil Barantsev      | Rússia               | 5.4    | 2   | 1   | 3  | 3  |
| 4                                | Kristina Kobaladze / Oleg Voiko          | Ucrânia              | 8.0    | 4   | 4   | 4  | 4  |
| 5                                | Tatiana Kurkudym / Yury Kocherzhenko     | Ucrânia              | 11.0   | 6   | 9   | 5  | 5  |
| 6                                | Julia Golovina / Denis Egorov            | Rússia               | 13.2   | 5   | 5   | 7  | 7  |
| 7                                | Flavia Ottaviani / Massimo Scali         | Itália               | 14.4   | 7   | 8   | 9  | 6  |
| 8                                | Aleksandra Kauc / Filip Bernadowski      | Polônia              | 14.8   | 9   | 7   | 6  | 8  |
| 9                                | Zita Gebora / Andras Visontai            | Hungria              | 16.6   | 8   | 6   | 8  | 9  |
| 10                               | Melissa Gregory / James Shuford          | Estados Unidos       | 20.4   | 12  | 10  | 10 | 10 |
| 11                               | Jill Vernekohl / Jan Luggenhoelscher     | Alemanha             | 22.8   | 11  | 12  | 12 | 11 |
| 12                               | Nelly Gourvest / Cedric Pernet           | França               | 23.8   | 10  | 11  | 11 | 13 |
| 13                               | Svetlana Kulikova / Arseni Markov        | Rússia               | 25.6   | 13  | 13  | 14 | 12 |
| 14                               | Laura Currie / Jeffery Smith             | Canadá               | 27.4   | 14  | 14  | 13 | 14 |
| 15                               | Emilie Nussear / Brandon Forsyth         | Estados Unidos       | 30.0   | 15  | 15  | 15 | 15 |
| 16                               | Roxane Petetin / Mathieu Jost            | França               | 32.2   | 16  | 17  | 16 | 16 |
| 17                               | Sharon Hill / Andrew Hallam              | Reino Unido          | 35.2   | 17  | 18  | 17 | 18 |
| 18                               | Lina Qi / Hao Gao                        | China                | 35.4   | 19  | 16  | 19 | 17 |
| 19                               | Valentina Anselmi / Fabrizio Pedrazzini  | Itália               | 38.4   | 18  | 19  | 20 | 19 |
| 20                               | Kristina Kalesnik / Aleksander Terentjev | Estônia              | 39.0   | 20  | 21  | 18 | 20 |
| 21                               | Nóra Hoffmann / Attila Elek              | Hungria              | 43.6   | 22  | 22  | 23 | 21 |
| 22                               | Sabine Pichler / David Vincour           | Áustria              | 43.8   | 21  | 20  | 21 | 23 |
| 23                               | Lucie Kadlcakova / Hynek Bilek           | República Tcheca     | 46.2   | 24  | 25  | 24 | 22 |
| 24                               | Kamila Przyk / Sławomir Janicki          | Polônia              | 46.4   | 23  | 23  | 22 | 24 |
| Não avançaram para a dança livre |                                          |                      |        |     |     |    |    |
| 25                               | Viviane Steiner / Flavio Steiner         | Suíça                | —      | 25  | 24  | 25 |    |
| 26                               | Nataliya Lepetuha / Sergey Mariin        | Cazaquistão          | —      | 27  | 26  | 26 |    |
| 27                               | Hana Riskova / Tomas Rybansky            | República Tcheca     | —      | 26  | 27  | 27 |    |
| 28                               | Tae-Hwa Yang / Chuen-Gun Lee             | Coreia do Sul        | —      | 28  | 28  | 28 |    |
| 29                               | Olga Akimova / Andrey Driganov           | Uzbequistão          | —      | 30  | 29  | 29 |    |
| 30                               | Ana Galic / Juri Antonov                 | Bósnia e Herzegovina | —      | 29  | 30  | 30 |    |

## Quadro de medalhas
| Ordem | País           | Medalha de ouro | Medalha de prata | Medalha de bronze |    | Ordem por total |
| ----- | -------------- | --------------- | ---------------- | ----------------- | -- | --------------- |
| 1     | Rússia         | 2               |                  | 3                 | 5  | 1               |
| 2     | Estados Unidos | 1               | 2                |                   | 3  | 2               |
| 3     | Ucrânia        | 1               |                  |                   | 1  | 3               |
| 4     | França         |                 | 1                |                   | 1  | 3               |
| 4     | Itália         |                 | 1                |                   | 1  | 3               |
| 6     | Japão          |                 |                  | 1                 | 1  | 3               |
| TOTAL | TOTAL          | 4               | 4                | 4                 | 12 | —               |